# Tachiadenus platypterus
Tachiadenus platypterus är en gentianaväxtart. Tachiadenus platypterus ingår i släktet Tachiadenus och familjen gentianaväxter.

## Underarter
Arten delas in i följande underarter:
- T. p. angustialatus
- T. p. platypterus